# سيلفانو بينديتي
سيلفانو بينديتي (بالإيطالية: Silvano Benedetti)‏ هو لاعب كرة قدم إيطالي، ولد في 5 أكتوبر 1965 في لوكا في إيطاليا. شارك مع منتخب إيطاليا تحت 21 سنة لكرة القدم. أما مع النوادي، فقد لعب مع نادي أسكولي ونادي ألساندريا ونادي بارما ونادي باليرمو ونادي تورينو ونادي روما.

## وصلات خارجية
- سيلفانو بينديتي على موقع قاعدة بيانات كرة القدم.إي يو (الإنجليزية)
- سيلفانو بينديتي على موقع عالم كرة القدم.نت (الإنجليزية)